# 安全皇后
安全皇后（越南语：／；？—1226年），姓譚氏（越南语：／），越南李朝時期李高宗李龍𣉙的皇后。
譚氏是將領譚時奉的女兒，1186年封為安全元妃（越南语：／），1194年為李龍𣉙生下李惠宗李旵時升為皇后，後來也為他生下兩個女兒。
李龍𣉙死後，李旵繼位，是為李惠宗，尊譚氏為皇太后；同時立陳氏元妃，譚氏對此甚為不滿。1213年陳氏之兄陳嗣慶聞說她遭譚太后虐待時，便以奉迎皇帝車駕為名，起兵進攻京師。李惠宗與譚太后、陳氏避居諒州。1216年，陳氏獲冊封為順貞夫人，譚太后對陳嗣慶甚為不滿，並指陳氏為「賊黨」，要求斥退，又遣人吩付陳氏「引分」（自殺）。可是李惠宗仍對陳氏愛護有加，設法阻止太后的迫害。太后用毒藥放在陳氏的膳食，惠宗得知，便在自己的食物裡只吃一半，留一半給陳氏，又常陪伴左右。太后賜毒杯給陳氏，惠宗又制止。
1224年惠宗女兒李佛金繼位，未尊譚氏為太皇太后，次年李佛金讓位給陳煚，國祚215年的李朝滅亡。再次年，權臣陳守度將連同譚太后的李氏一族殺害。